# Entertainment Weekly
Entertainment Weekly este o revistă americană digitală de divertisment publicată de Dotdash Meredith care tratează subiecte din lumea cinematografiei, televiziunii, muzicii, teatrului, etc. Spre deosebire de alte revistede profil, EW pune accent pe recenzii critice ale evenimentelor din lumea divertismentului.